# 壮丽含笑
壮丽含笑（学名：Michelia lacei）为木兰科含笑属下的一个种。